# ソラリアターミナルビル

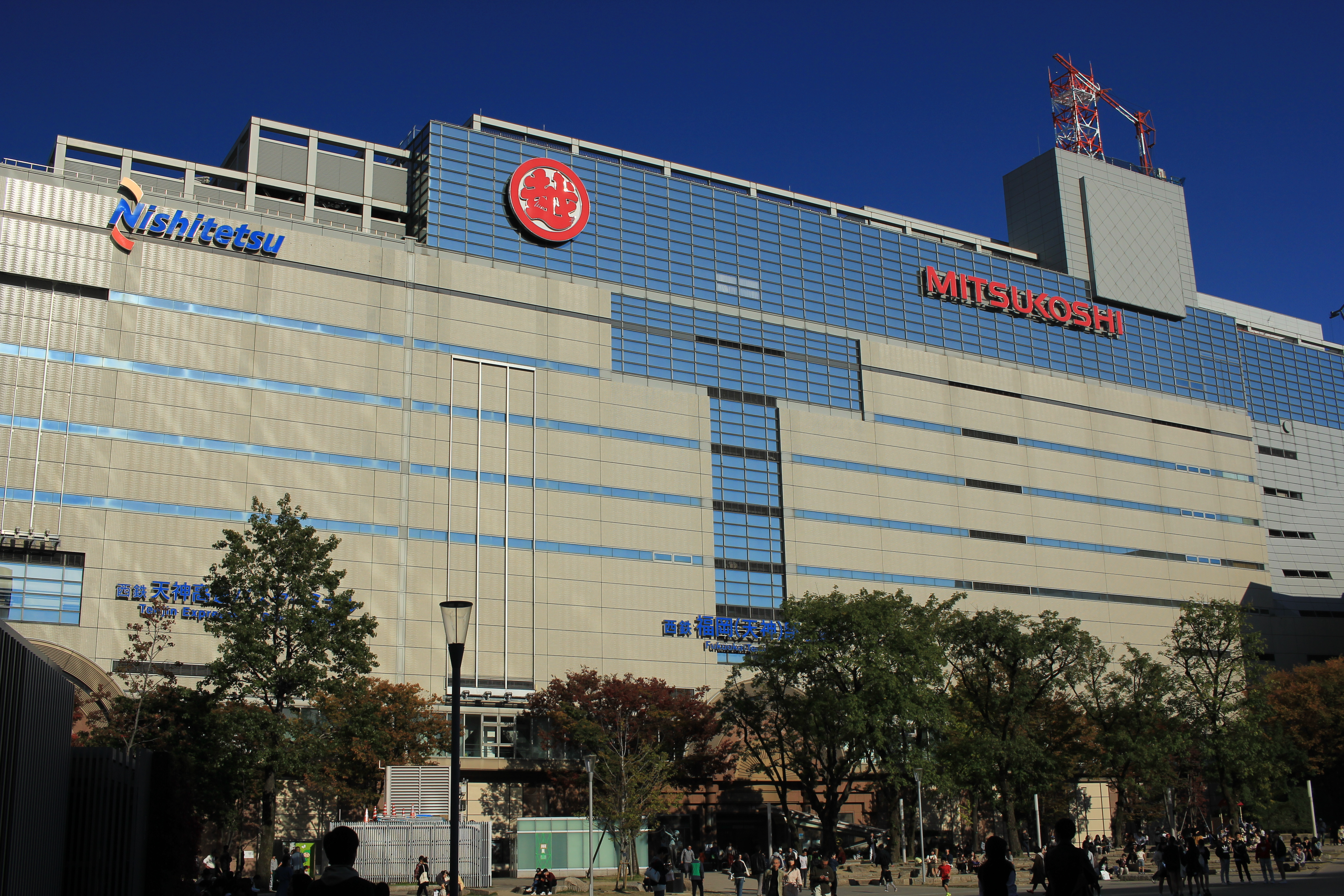
警固公園側から見たソラリアターミナルビル

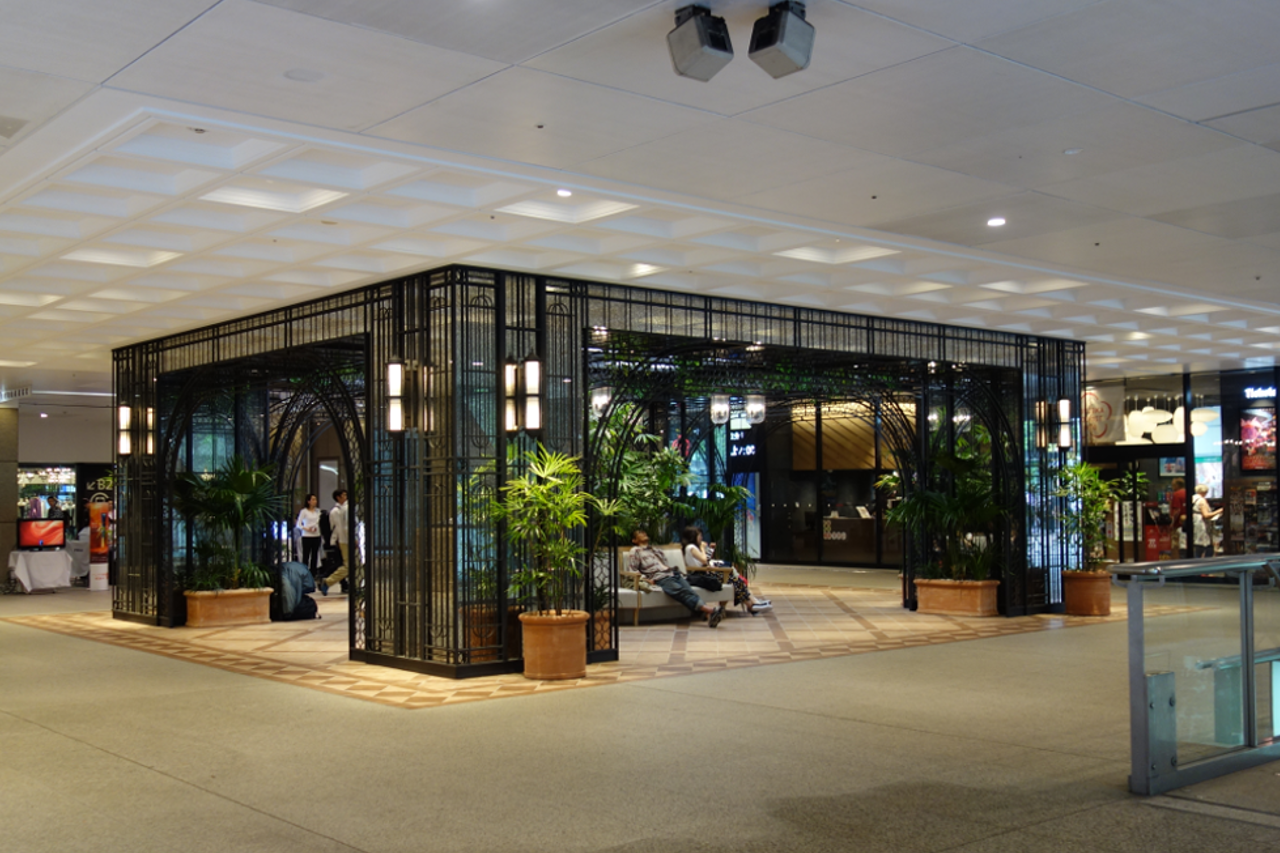
ライオン広場(1階)

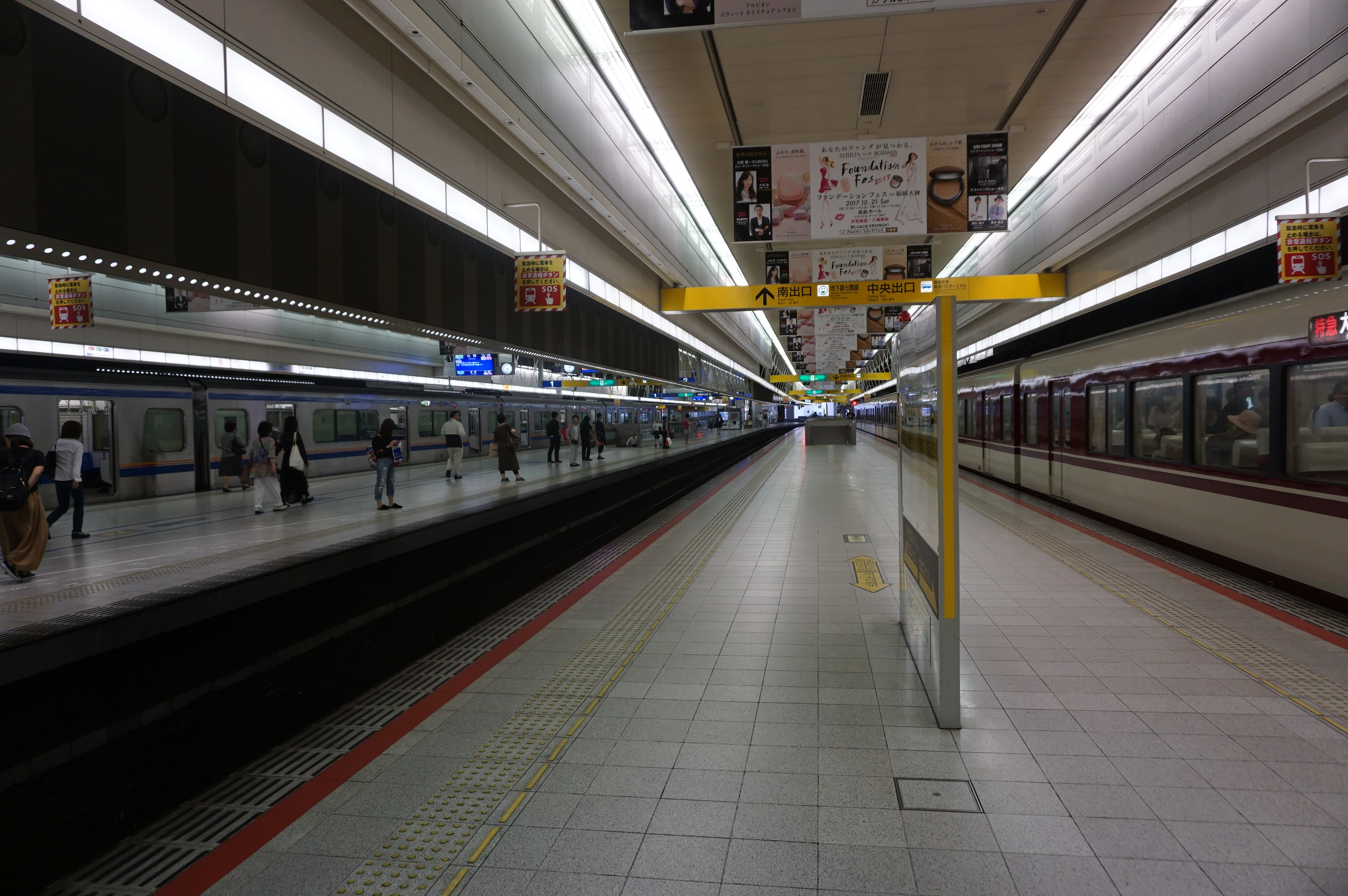
西鉄福岡(天神)駅ホーム(2階)

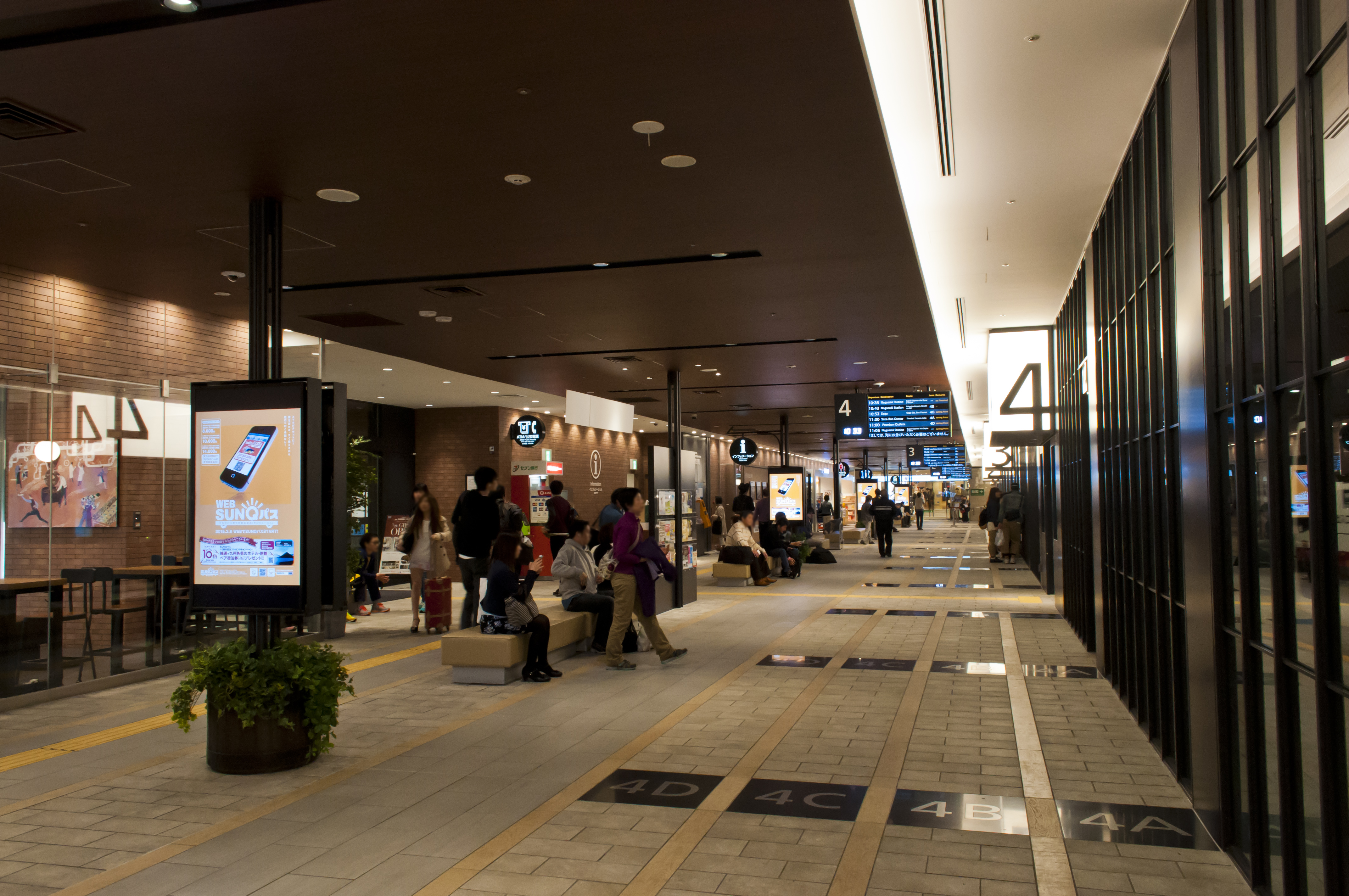
西鉄天神高速バスターミナル(3階)

ソラリアターミナルビルは、九州最大の繁華街である福岡市中央区天神に位置する西日本鉄道（西鉄）最大のターミナル駅である西鉄福岡（天神）駅の駅ビル。駅のほか百貨店・バスターミナルなどで構成される複合商業施設である。
西鉄福岡駅ビル（ソラリアステージビル北側、福岡パルコ本館増床部）とは異なる。

## 概要
大手私鉄である西日本鉄道（西鉄）による西鉄福岡駅周辺の再開発事業「天神ソラリア計画」の第二期工事かつ主たる建設工事として建設された。駅のほか日本有数の規模を誇る西鉄天神高速バスターミナルや福岡三越（2010年10月1日より岩田屋三越が運営）などが入居している。位置関係としては、西はソラリアプラザと警固公園に、北はきらめき通りを挟んでソラリアステージに接している。東は渡辺通りに、南は国体道路に面している。
| ソラリアターミナルビルの地図 | 参考：ソラリアステージビルの地図 | 参考：ソラリアプラザの地図     |
| 参考：きらめき通りの地図     | 参考：渡辺通りの地図             | 参考：福岡市道天神14号線の地図 |

かつて西鉄福岡駅（当時）南の高架下に位置していた福岡バスセンター（当時）に出入りするバスやタクシーが渡辺通りの歩道を横断して危険性が増していたことと、警固公園方面から渡辺通方面に向かう動線をバスセンターが分断していたことから、天神ソラリア計画以前から行われていた西鉄大牟田線（現・西鉄天神大牟田線）連続立体化事業に合わせる形で交通施設の再編を行うことを主目的としており、1階にあったバスセンターを3階に、駐車場入口・タクシーブースを4階に移設し、それぞれのアプローチ部を西鉄大牟田線沿いに南に伸ばして渡辺通りと直接接続しない構造とすることで渡辺通り歩道との平面交差を解消し、あわせてビル1階に複数の東西自由通路を設けることで、渡辺通りと駅西側エリアを面的に接続させることに成功した。
建築にあたっては、西鉄からの要請により仮駅は設けられず、「既存の電車駅・バスセンターの営業を続けながら、安全を確保し、最短の工期で建物を完成させる」ことを前提に設計が考えられている。具体的には、元々の西鉄福岡駅南側の高架橋を東側に渡辺通ぎりぎり（旧バスセンター上空）まで幅を広げ、高架フロアに組柱と28.5mの大スパンを組み合わせた無柱空間を構築し、この幅の中で軌道切り替えを頻繁に行うことで通常営業を続けながらビル建設と新ホームの構築が行われた。建物そのものも、逆打工法を採用して工期の短縮を図った。
上述のように、高架全体を覆う構造でビルが建設された結果、南北の長さが220mにも及ぶという、細長い構造のビルとなった。

## フロア構成
| 9階     | 福岡三越                                     | 福岡三越                                       |
| 8階     | 福岡三越                                     | 駐車場                                         |
| 7階     | 福岡三越                                     | 駐車場                                         |
| 6階     | 福岡三越                                     | 駐車場                                         |
| 5階     | 福岡三越                                     | 駐車場                                         |
| 4階     | 福岡三越                                     | タクシー乗り場 駐車場                          |
| 3階     | 福岡三越                                     | 西鉄天神高速バスターミナル                     |
| 2階     | 西鉄福岡（天神）駅ホーム・コンコース         | 西鉄福岡（天神）駅ホーム・コンコース           |
| 中2階   | 西鉄福岡（天神）駅ホーム間連絡通路（改札内） | 西鉄福岡（天神）駅ホーム間連絡通路（改札内）   |
| 1階     | 福岡三越                                     | ライオン広場（公共広場） 福岡市観光案内所 通路 |
| 地下1階 | 福岡三越（ラシック福岡天神）                 | 福岡三越（ラシック福岡天神）                   |
| 地下2階 | 福岡三越                                     | 福岡三越                                       |
| 地下3階 | 駐輪場・天神熱源センター（地域熱供給施設）   | 駐輪場・天神熱源センター（地域熱供給施設）     |

## ソラリアターミナル駐車場
ソラリアターミナル駐車場（ソラリアターミナルちゅうしゃじょう）は、ソラリアターミナルビル4階 - 8階にある立体駐車場で収容台数は460台。
駐車場の入口は、ビル南部の渡辺通地区（渡辺通りを南下して新川橋交差点を右折した場所。西鉄イン天神の前）に設けられており、そこから西鉄天神大牟田線脇のスロープによりビル4階へ進入する。このスロープは西鉄天神高速バスターミナルへ向かうバス専用のスロープと一部共用している。
4階にはタクシー乗り場が存在する。また、地下3階には「ソラリアターミナル地下駐輪場」も存在し、1回の駐輪で自転車100円・ミニバイク150円（3時間以内無料）となっている。
全フロアに福岡三越への入口があり事実上福岡三越の駐車場として機能しているほか、4階にはソラリアステージおよびソラリアプラザへの連絡口がある。
駐車場の入口が天神地区に存在しないため、他の天神地区の駐車場と比べて利便性がやや悪く、西鉄では「天神の真ん中なのに実は穴場の駐車場です」をキャッチコピーとしている。

### データ
- フロア：4階 - 8階
- 収容台数：460台（自動二輪車：50台）
- 営業時間：6時 - 24時
- 駐車料金：30分200円（自動二輪車：24時間500円）

### 提携施設
- 福岡三越
- 岩田屋本店
- ソラリアプラザ
- 雑貨館インキューブ天神店（ソラリアステージ内）
- ソラリア西鉄ホテル福岡
- 福岡パルコ
- ヴィオロ

### 注記
1. ↑  建物の地下を建設する際に、基礎から最下部を構築する通常のビルの建築方法とは異なり、地表面の構造物を先に構築しそこから地下に向かって構造物を伸ばしていく工法[5]。同時に地上部と地下部の施工ができるため工期の短縮が図れる。